# UIC-Z

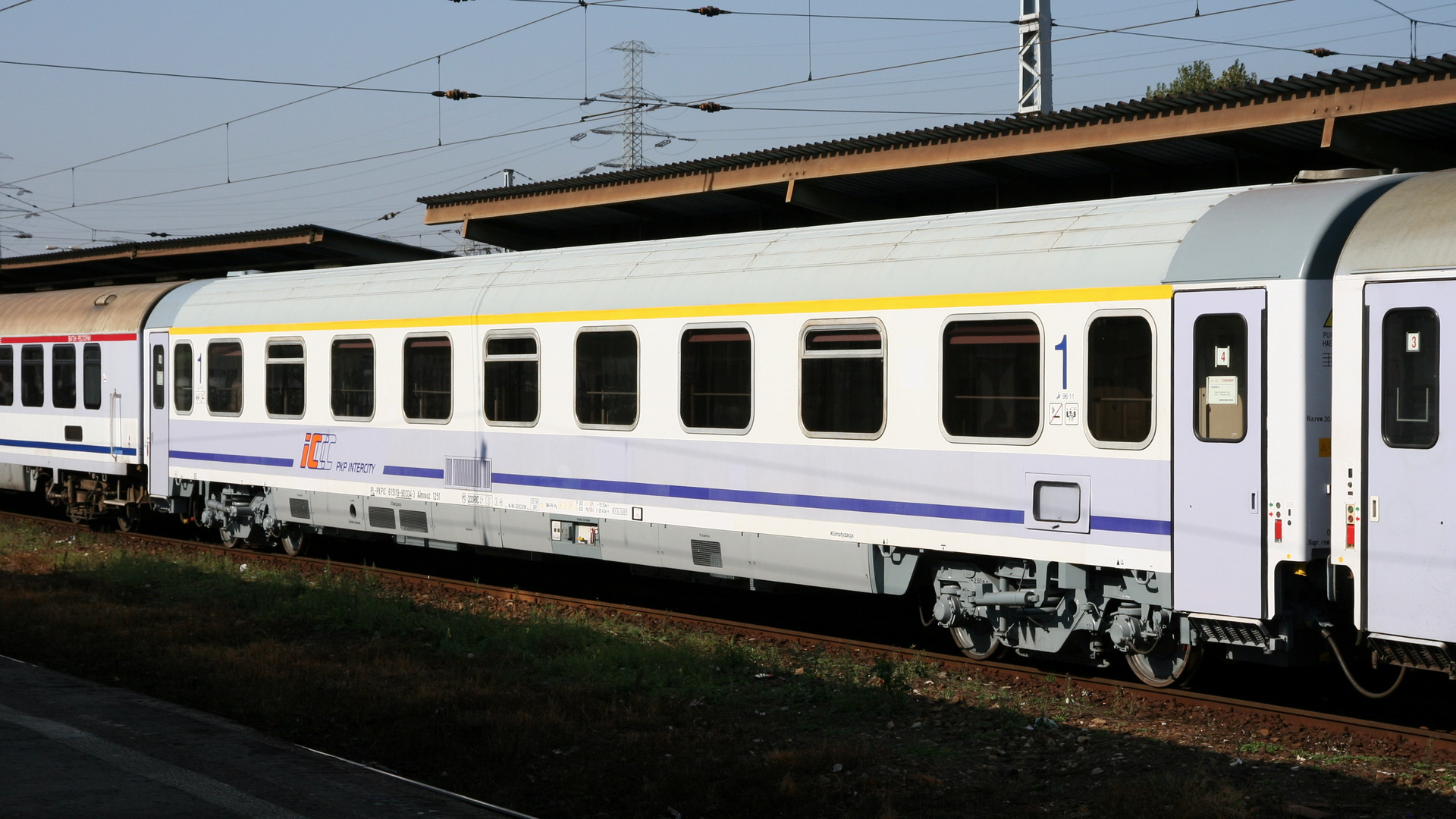
Wagon standardu UIC-Z (145Ac)

UIC-Z – standard wagonów pasażerskich dostosowanych do ruchu międzynarodowego wprowadzony przez Międzynarodowy Związek Kolei, następca UIC-Y. Rozwijany od lat 70., zaś powszechnie przyjęty po 1989 roku. Wyróżnia się wagony Z1 (prędkość maksymalna 200 km/h) i Z2 (prędkość maksymalna 160 km/h).
Wagony spełniające standard UIC-Z powinny posiadać m.in.:
- drzwi wejściowe (zewnętrzne) odskokowo-przesuwne;
- przejścia międzywagonowe z wałkami gumowymi i automatycznymi drzwiami przejściowymi;
- okno uchylane na ¼ wysokości oraz tzw. „okna bezpieczeństwa” (wagony Z1 mają stałe okna);
- ogrzewanie nawiewne lub klimatyzację (wagony Z1 muszą mieć klimatyzację);
- nagłośnienie;
- 9 przedziałów w klasie pierwszej, 11 przedziałów w klasie drugiej;
- 6 miejsc zarówno w przedziale klasy pierwszej, jak i drugiej;
- maksymalna dopuszczalna prędkość 160 km/h (w przypadku Z1 200 km/h);
- długość ze zderzakami 26,4 m;
- zamknięty układ WC (Z1);
- hamulce magnetyczne (Z1).

Standardy UIC-Z spełniają wagony polskiej budowy typów m.in. 145Ac, 152A, 154A i pochodnych.